# Cela (Alcobaça)
Cela é uma vila portuguesa sede da Freguesia de Cela do Município de Alcobaça, freguesia com 25,83 km² de área e 3075 habitantes (censo de 2021), tendo, assim, uma densidade populacional de 119 hab./km².
Em 1999, a sede da freguesia, a povoação de Cela, foi elevada à categoria de vila.
Cela foi sede de concelho até ao início do século XIX. Este era constituído apenas pela freguesia da sede e tinha, em 1801, 1585 habitantes.
A freguesia de Cela é ainda composta por várias aldeias, tais como Cela Velha, Casal da Maceda e Junqueira.
Por ela passam vários cursos de água como o Rio do Salgueirinho e a Ribeira da Mata da Torre.
A freguesia da Cela faz fronteira com as freguesias de Alfeizerão, Vimeiro, Évora de Alcobaça e Bárrio, no Município de Alcobaça, e Famalicão da Nazaré, no Município da Nazaré.
Humberto Delgado morou na Cela Velha, na freguesia da Cela.

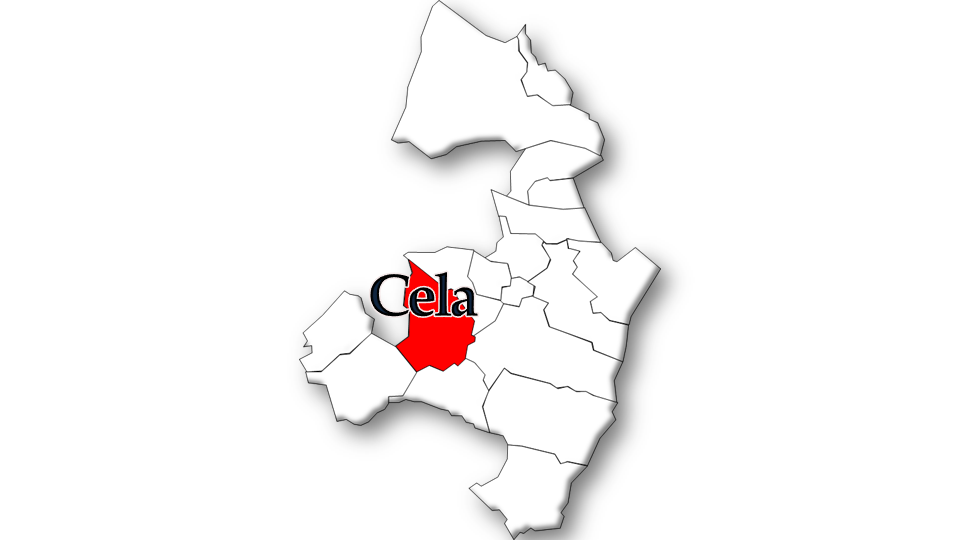
Localização da freguesia no município de Alcobaça

## Personagens Ilustres
- Humberto Delgado - O General Humberto Delgado era proprietário da Quinta da Cela Velha - uma granja que pertenceu ao Mosteiro de Alcobaça.[5]

## Demografia
Nota: em 1933 foram desanexados lugares desta freguesia para constituir a freguesia de Bárrio.
A população registada nos censos foi:
| Distribuição da População por Grupos Etários | Distribuição da População por Grupos Etários | Distribuição da População por Grupos Etários | Distribuição da População por Grupos Etários | Distribuição da População por Grupos Etários |
| -------------------------------------------- | -------------------------------------------- | -------------------------------------------- | -------------------------------------------- | -------------------------------------------- |
| Ano                                          | 0-14 Anos                                    | 15-24 Anos                                   | 25-64 Anos                                   | > 65 Anos                                    |
| 2001                                         | 527                                          | 467                                          | 1802                                         | 630                                          |
| 2011                                         | 438                                          | 345                                          | 1745                                         | 736                                          |
| 2021                                         | 335                                          | 326                                          | 1521                                         | 893                                          |